# 王厚
王厚（—1106年），字處道。汉族江右民系。北宋江州德安縣（今屬江西）人。

## 生平
少隨父王韶征戰，累官通直郎，以父萌任大理寺评事。元祐年間，舊黨執政，棄河湟之地，厚上疏陈不可， 且诣政事堂言之”，不聽。紹聖年間復用，以文易武階，換禮賓副使、官至熙河路经略安抚使司勾當公事。元符二年（1099年）三月，以秦州制勘所言白草原討蕩，妄增首級，冒受功賞，兼虛上首級與使臣親戚，降授內殿承制。八月，與熙河蘭岷路兵马都監、知河州事、兼管勾洮西沿邊安撫司公事王贍出兵邈川（今青海乐都南），木征之子隴拶（趙懷德）降宋，改青唐為鄯州、邈川為湟州。閏九月，授東上閤門副使、知湟州，兼隴右沿邊同都巡檢使。三年（1100年）三月，为陇右同都巡检使。五月，坐以“盗青唐库物，及妄诛首领九人，因隐其物产”，貶為太子右率府率、添差監隨州酒稅。建中靖國元年（1101年）三月，再貶賀州别驾，郴州安置。崇寧元年（1102年）七月，蔡京拜尚書右僕射，日以興復熙寧、元豐、紹聖為事，侍御史钱遹言當時棄地者之罪，乞除厚罪名，詔敘皇城副使。十二月，複東上閤門副使、知岢岚军。二年（1103年）正月，知河州事兼洮西沿边安抚司公事，以招納鄯湟諸羌。二月，詔專招納青唐，厚請依熙寧故事，并附本路经略安撫使司及所委措置官看详，從之。三月，率軍十萬入熙州。六月，兵發湟州，一路由王厚與內客省使童貫親率大軍出安鄉關，渡黃河，直取巴金嶺；另一路以高永年為統制官，與權知蘭州事姚師閔、管勾招納王端率蘭岷二州及通遠軍兵馬兩萬出玉京關，巴金城四面天塹，道路險狹，諸軍皆不克，賊以險據守，厚親督視之，以強弩射之，遣偏將邹胜率精骑由间道绕出其背，贼大惊，諸軍四面掩殺，大破賊眾，遂破城。進至湟州，其首領首领丹波秃令盡拘城中慾降者，以城據守。厚遣死士登城，又遣骁将王用率精骑出贼不意，斷其水源，擊破援兵，絕其路，乘勝奪水寨，蕃将包厚缘城而上，捴枪击贼，引众逾入城，賊退保橋南，王用因以其众入据桥城，燒其橋，諸將盡力攻城，城不能支，大首领苏南抹令咓潜遣人缒城送款，请为内应，许之。是夜，王亨夺水门入，诸军鼓噪而进。丹波秃令结以数十骑由西门遁去，大軍入湟州，前后招纳湟州境内漆令等族大首领七百五十人，管户十万，史稱熙河開邊。七月，因功授威州團練使、知熙州事、熙河路經略安撫使。三年（1104年）三月，與童貫率大軍出筛金平。四月，入宗哥城，復安兒城，青唐首领伪公主寿宜结牟乞降，鄯州克復。陸續收復林金城、蘭宗堡，结啰城，又復廓州，以功超遷武勝軍節度觀察留後。八月，因羌人入侵，高永年戰死。十月，降授秦州觀察使，再责授郢州防禦使。四年（1105年）五月，詔還。后復武勝軍節度留後，還朝提舉中太一宮。五年（1106年）卒，九月，贈寧遠軍節度使，礼官议諡恪敏，徽宗詔以奋忠许国,似其先人，赐諡莊敏。